# Migry Zur-Campanile
Migry Zur-Campanile (ur.  1960 – Bukareszt) – pochodząca z Rumunii izraelska (do roku 2008) i amerykańska (od roku 2009) brydżystka, World International Master w kategorii Open oraz World Grand Master w kategorii Kobiet (WBF).
Migry Zur-Campanile występowała też jako Tsur Albu, Migry Albu, Migry Zur-Campanile-Albu oraz Migry Zur Campanile.

## Wyniki brydżowe

### Olimpiady
Na olimpiadach uzyskała następujące rezultaty:
| Olimpiady brydżowe. Zawody teamów | Olimpiady brydżowe. Zawody teamów | Olimpiady brydżowe. Zawody teamów | Olimpiady brydżowe. Zawody teamów | Olimpiady brydżowe. Zawody teamów | Olimpiady brydżowe. Zawody teamów |
| Rok                               | Miejsce                           | Zawody                            | Kategoria                         | Drużyna                           | Pozycja                           |
| --------------------------------- | --------------------------------- | --------------------------------- | --------------------------------- | --------------------------------- | --------------------------------- |
| 2012                              | Lille                             | 2. Olimpiada Sportów Umysłowych   | Kobiety                           | USA                               | 9                                 |
| 2000                              | Maastricht                        | 11. Olimpiada Brydżowa            | Kobiety                           | Israel                            | 9                                 |
| 1996                              | Rodos                             | 10. Olimpiada Teamów              | Kobiety                           | Israel                            | 5                                 |
| 1992                              | Salsomaggiore                     | 9. Olimpiada Teamów               | Kobiety                           | Israel                            | 15                                |
| 1988                              | Wenecja                           | 8. Olimpiada Teamów               | Kobiety                           | Israel                            | 16                                |

### Zawody światowe
W światowych zawodach zdobyła następujące lokaty:
| Mistrzostwa Świata. Konkurencja teamów | Mistrzostwa Świata. Konkurencja teamów | Mistrzostwa Świata. Konkurencja teamów          | Mistrzostwa Świata. Konkurencja teamów | Mistrzostwa Świata. Konkurencja teamów | Mistrzostwa Świata. Konkurencja teamów |
| Rok                                    | Miejsce                                | Zawody                                          | Kategoria                              | Drużyna                                | Pozycja                                |
| -------------------------------------- | -------------------------------------- | ----------------------------------------------- | -------------------------------------- | -------------------------------------- | -------------------------------------- |
| 2014                                   | Sanya                                  | 14. Seria Mistrzostw Świata                     | Open                                   | McAllister                             | 63                                     |
| 2014                                   | Sanya                                  | 14. Seria Mistrzostw Świata                     | Miksty                                 | McAllister                             | 9                                      |
| 2013                                   | Nusa Dua                               | 41. Mistrzostwa Świata Teamów                   | Kobiety                                | USA 2                                  | 1                                      |
| 2012                                   | Lille                                  | 5. Otwarte Mistrzostwa Świata Teamów Mikstowych | Miksty                                 | Compton                                | 32                                     |
| 2011                                   | Veldhoven                              | 40. Mistrzostwa Świata Teamów                   | Kobiety                                | USA 1                                  | 5                                      |
| 2010                                   | Filadelfia                             | 13. Seria Mistrzostw Świata                     | Miksty                                 | Willenken                              | 27                                     |
| 2010                                   | Filadelfia                             | 13. Seria Mistrzostw Świata                     | Kobiety                                | Moss                                   | 5                                      |
| 2008                                   | Pekin                                  | 1. Olimpiada Sportów Umysłowych                 | Miksty                                 | Mahaffey                               | 22                                     |
| 2006                                   | Werona                                 | 12. Mistrzostwa Świata                          | Kobiety                                | Radin                                  | 9                                      |
| 2002                                   | Montreal                               | 11. Mistrzostwa Świata                          | Open                                   | Attunity                               | 113                                    |
| 2001                                   | Paryż                                  | 35. Mistrzostwa Świata Teamów                   | Kobiety                                | Israel                                 | 12                                     |
| 2000                                   | Maastricht                             | 11. Olimpiada Brydżowa                          | Miksty                                 | e-bridge                               | 1                                      |
| 1998                                   | Lille                                  | 10. Mistrzostwa Świata                          | Kobiety                                | Zur-Albu                               | 17                                     |
| 1995                                   | Pekin                                  | 32. Mistrzostwa Świata Teamów                   | Kobiety                                | Israel                                 | 11                                     |
| 1994                                   | Albuquerque                            | 9. Mistrzostwa Świata                           | Kobiety                                | Albu-Zur                               | 5                                      |

| Mistrzostwa Świata. Konkurencja par | Mistrzostwa Świata. Konkurencja par | Mistrzostwa Świata. Konkurencja par | Mistrzostwa Świata. Konkurencja par | Mistrzostwa Świata. Konkurencja par | Mistrzostwa Świata. Konkurencja par |
| Rok                                 | Miejsce                             | Zawody                              | Kategoria                           | Partner                             | Pozycja                             |
| ----------------------------------- | ----------------------------------- | ----------------------------------- | ----------------------------------- | ----------------------------------- | ----------------------------------- |
| 2014                                | Sanya                               | 14. Seria Mistrzostw Świata         | Open                                | John McAllister                     | 40                                  |
| 2014                                | Sanya                               | 14. Seria Mistrzostw Świata         | Miksty                              | John McAllister                     | 107                                 |
| 2010                                | Filadelfia                          | 13. Mistrzostwa Świata              | Miksty                              | Zia Mahmood                         | 15                                  |
| 2006                                | Werona                              | 12. Mistrzostwa Świata              | Kobiety                             | Pamela Granovetter                  | 20                                  |
| 2006                                | Werona                              | 12. Mistrzostwa Świata              | Miksty                              | Michael Barel                       | 113                                 |
| 2002                                | Montreal                            | 11. Mistrzostwa Świata              | Miksty                              | Jacek Pszczoła                      | 68                                  |
| 2002                                | Montreal                            | 11. Mistrzostwa Świata              | Kobiety                             | Matiłda Popliłow                    | 20                                  |
| 1998                                | Lille                               | 10. Mistrzostwa Świata              | Miksty                              | Melih Özdil                         | 160                                 |
| 1998                                | Lille                               | 10. Mistrzostwa Świata              | Kobiety                             | Rut Lewit-Porat                     | 10                                  |
| 1994                                | Albuquerque                         | 9. Mistrzostwa Świata               | Kobiety                             | Rut Lewit-Porat                     | 6                                   |

| Mistrzostwa Świata. Konkurencja indywidualna | Mistrzostwa Świata. Konkurencja indywidualna | Mistrzostwa Świata. Konkurencja indywidualna | Mistrzostwa Świata. Konkurencja indywidualna | Mistrzostwa Świata. Konkurencja indywidualna | Mistrzostwa Świata. Konkurencja indywidualna |
| Rok                                          | Miejsce                                      | Zawody                                       | Kategoria                                    | Pozycja                                      |                                              |
| -------------------------------------------- | -------------------------------------------- | -------------------------------------------- | -------------------------------------------- | -------------------------------------------- | -------------------------------------------- |
| 2004                                         | Werona                                       | 6. Indywidualne Mistrzostwa Świata           | Kobiety                                      | 12                                           |                                              |
| 2000                                         | Ateny                                        | 5. Indywidualne Mistrzostwa Świata           | Kobiety                                      | 23                                           |                                              |
| 1998                                         | Ajaccio                                      | 4. Indywidualne Mistrzostwa Świata           | Kobiety                                      | 1                                            |                                              |
| 1996                                         | Paryż                                        | 3. Indywidualne Mistrzostwa Świata           | Kobiety                                      | 16                                           |                                              |

### Zawody europejskie
W europejskich zawodach zdobyła następujące lokaty:
| Zawody europejskie. Konkurencja teamów | Zawody europejskie. Konkurencja teamów | Zawody europejskie. Konkurencja teamów | Zawody europejskie. Konkurencja teamów | Zawody europejskie. Konkurencja teamów | Zawody europejskie. Konkurencja teamów |
| Rok                                    | Miejsce                                | Zawody                                 | Kategoria                              | Drużyna                                | Pozycja                                |
| -------------------------------------- | -------------------------------------- | -------------------------------------- | -------------------------------------- | -------------------------------------- | -------------------------------------- |
| 2009                                   | San Remo                               | 4. Otwarte Mistrzostwa Europy          | Open                                   | Tananbaum                              | 67                                     |
| 2007                                   | Antalya                                | 3. Otwarte Mistrzostwa Europy          | Open                                   | Varenne                                | 17                                     |
| 2007                                   | Antalya                                | 3. Otwarte Mistrzostwa Europy          | Miksty                                 | Mahaffey                               | 9                                      |
| 2005                                   | Teneryfa                               | 2. Otwarte Mistrzostwa Europy          | Miksty                                 | Barel                                  | 17                                     |
| 2005                                   | Teneryfa                               | 2. Otwarte Mistrzostwa Europy          | Open                                   | Barel                                  | 9                                      |
| 2004                                   | Malmö                                  | 47. Mistrzostwa Europy Teamów          | Kobiety                                | Israel                                 | 5                                      |
| 2003                                   | Mentona                                | 1. Otwarte Mistrzostwa Europy          | Miksty                                 | Naftaly                                | 39                                     |
| 2003                                   | Mentona                                | 1. Otwarte Mistrzostwa Europy          | Open                                   | Barel                                  | 9                                      |
| 2002                                   | Salsomaggiore                          | 46. Mistrzostwa Europy Teamów          | Kobiety                                | Israel                                 | 15                                     |
| 2002                                   | Ostenda                                | 7. Mistrzostwa Europy Mikstów          | Miksty                                 | Kaplan                                 | 64                                     |
| 2001                                   | Teneryfa                               | 45. Mistrzostwa Europy Teamów          | Kobiety                                | Israel                                 | 7                                      |
| 1999                                   | Malta                                  | 44. Mistrzostwa Europy Teamów          | Kobiety                                | Israel                                 | 10                                     |
| 1997                                   | Montecatini                            | 43. Mistrzostwa Europy Teamów          | Kobiety                                | Israel                                 | 3                                      |
| 1995                                   | Vilamoura                              | 42. Mistrzostwa Europy Teamów          | Kobiety                                | Israel                                 | 3                                      |
| 1994                                   | Barcelona                              | 3. Mistrzostwa Europy Mikstów          | Miksty                                 | Zur-Albu                               | 56                                     |
| 1993                                   | Mentona                                | 41. Mistrzostwa Europy Teamów          | Kobiety                                | Israel                                 | 8                                      |
| 1991                                   | Killarney                              | 40. Mistrzostwa Europy Teamów          | Kobiety                                | Israel                                 | 8                                      |

| Zawody europejskie. Konkurencja par | Zawody europejskie. Konkurencja par | Zawody europejskie. Konkurencja par | Zawody europejskie. Konkurencja par | Zawody europejskie. Konkurencja par | Zawody europejskie. Konkurencja par |
| Rok                                 | Miejsce                             | Zawody                              | Kategoria                           | Partner                             | Pozycja                             |
| ----------------------------------- | ----------------------------------- | ----------------------------------- | ----------------------------------- | ----------------------------------- | ----------------------------------- |
| 2009                                | San Remo                            | 4. Otwarte Mistrzostwa Europy       | Miksty                              | Peter Fredin                        | 12                                  |
| 2007                                | Antalya                             | 3. Otwarte Mistrzostwa Europy       | Kobiety                             | Miriam Varenne                      | 17                                  |
| 2007                                | Antalya                             | 3. Otwarte Mistrzostwa Europy       | Miksty                              | Fulvio Fantoni                      | 28                                  |
| 2005                                | Teneryfa                            | 2. Otwarte Mistrzostwa Europy       | Mikst                               | Michael Barel                       | 49                                  |
| 2003                                | Mentona                             | 1. Otwarte Mistrzostwa Europy       | Mikst                               | Mordechay (Moti) Gelbard            | 361                                 |
| 2003                                | Mentona                             | 1. Otwarte Mistrzostwa Europy       | Kobiety                             | Matiłda Popliłow                    | 88                                  |
| 2002                                | Ostenda                             | 7. Mistrzostwa Europy Mikstów       | Mikst                               | Michel Abécassis                    | 32                                  |
| 1997                                | Montecatini                         | 6. Mistrzostwa Europy Par Kobiet    | Kobiety                             | Rut Lewit-Porat                     | 141                                 |
| 1995                                | Vilamoura                           | 42. Mistrzostwa Europy Teamów       | Kobiety                             | Rut Lewit-Porat                     | 3                                   |
| 1995                                | Rzym                                | 8. Mistrzostwa Europy Par           | Open                                | Rut Lewit-Porat                     | 76                                  |
| 1994                                | Barcelona                           | 3. Mistrzostwa Europy Mikstów       | Miksty                              | Mordechay (Moti) Gelbard            | 90                                  |
| 1993                                | Mentona                             | 4. Mistrzostwa Europy Kobiet        | Kobiety                             | Rut Lewit-Porat                     | 9                                   |
| 1991                                | Killarney                           | 1. Mistrzostwa Europy Mikstów       | Kobiety                             | Rut Lewit-Porat                     | 26                                  |

## Klasyfikacja
- Migry Zur-Campanile – klasyfikacja WBF (ang.)